# Teschuat Israel
Teschuat Israel (Hebreeuws: תשועת ישראל - 'de redding van de eer van Israël') kan zijn:
- Een politiek en filosofisch traktaat met die titel waarmee Menasse ben Israel de Engelse Lord Protector Oliver Cromwell ervan overtuigde dat het vestigingsverbod voor Joden in het Gemenebest moest worden opgeheven. Cromwell maakte een einde aan de eeuwenlange vervolging en achterstelling van de Joden in Engeland.

- Een afscheidingsbeweging binnen het (Groningse) jodendom in de late 19e eeuw. De beweging stond onder leiding van Jozeph Samuel van Ronkel. De afgescheiden Joden bouwden een synagoge aan het Zuiderdiep naast de nog steeds bestaande feestwinkel van Mulder op Gedempte Zuiderdiep 47. De sjoel werd in 1933 gesloopt. Het is de aanhangers van Teschuat Israel niet gelukt om een eigen grafveld of "Huis van Leven" ("Bet Chajiem") te verwerven. Zij werden met de andere Joodse inwoners van Groningen op het Joodse deel van de Noorderbegraafplaats begraven.[1]